# Ceratosporella deviata
Ceratosporella deviata är en svampart som beskrevs av Subram. 1957. Ceratosporella deviata ingår i släktet Ceratosporella, divisionen sporsäcksvampar och riket svampar.   Inga underarter finns listade i Catalogue of Life.